# Chiese di Maratea
Maratea, comune in provincia di Potenza, viene spesso soprannominata la "città delle 44 chiese", a causa delle sue innumerevoli chiese, cappelle, eremi, edicole e monasteri presenti su tutto il territorio.
Gli edifici di culto, di varie epoche e tipologie costruttive, sono disseminate per ogni frazione e persino sui monti.

## Chiese e cappelle

### Castello

#### Basilica di San Biagio

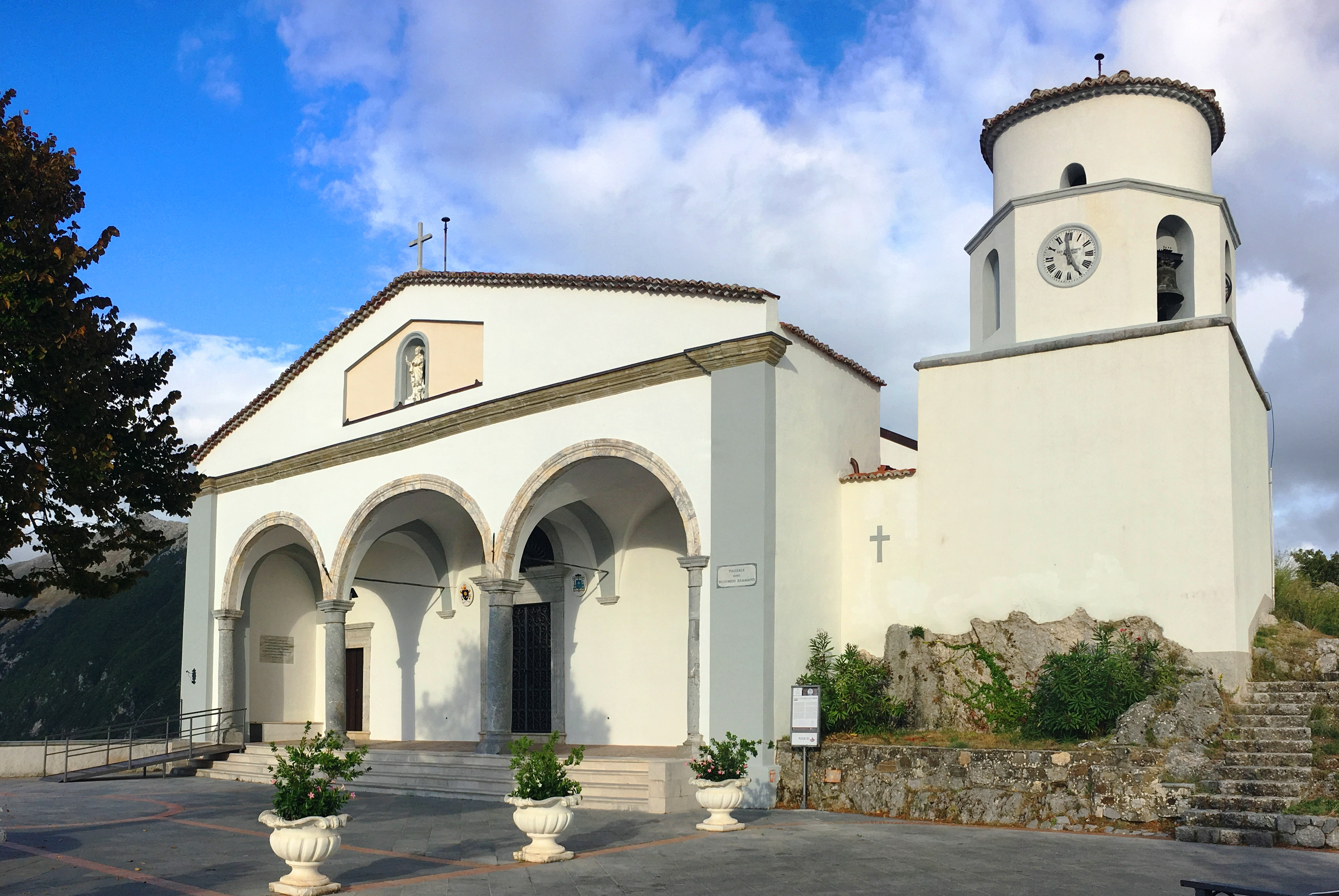
La basilica di San Biagio.

È il santuario del santo patrono, si trova in cima al  monte San Biagio, dove sorgono i resti dell'antica Maratea, che i marateoti chiamano popolarmente il  Castello. Il 10 agosto 1940 fu elevato a Basilica Pontificia.

##### Storia
La tradizione vuole che la chiesa sia sorta su un antico tempio dedicato alla dea Minerva. La chiesa fu originariamente intitolata alla Madonna delle Grazie, ma quando nel 732 ricevette le reliquie di San Biagio divenne il santuario del santo.
Niente di certo si conosce dell'aspetto originale della chiesa, che probabilmente consisteva in principio solo dell'attuale presbiterio. Nel XVI secolo la chiesa subì alcuni lavori di restauro. Nel 1618 venne costruita la "regia cappella" che custodisce le reliquie e la statua del santo. Nel 1620 la chiesa subì nuovi lavori di restauro e probabile ampliamento, portato definitivamente a termine nel XVIII secolo, quando assunse l'attuale dimensioni. Nel 1741 fu costruito il campanile. Nel 1878 il parroco Buraglia abbellì ancora la chiesa e la  regia cappella.
Tra il 1963 e il 1969 è stata totalmente ristrutturata nel tentativo di riportare la struttura all'aspetto originale, spogliando la chiesa di tutti gli abbellimenti e le decorazioni, che sono stati parzialmente ricollocati a partire dal 1978.

##### Arte
Nella facciata principale si nota una statua in marmo del XVIII secolo raffigurante San Biagio, ubicata nella nicchia al centro del timpano.
Come la maggior parte delle chiese marateote, l'interno della chiesa fu ristrutturato nel XVIII secolo secondo lo stile del barocco: fu aggiunto alla facciata principale un portico a tre arcate, mentre le parti interne furono abbellite con altari e decorazioni.
Sebbene questi abbellimenti settecenteschi siano stati cancellati durante i lavori di restauro avvenuti tra il 1963 e il 1969, all'interno si possono ancora ammirare l'altare della Madonna delle Grazie del XVIII secolo, il tabernacolo in marmo del 1519 proveniente dalla bottega di Jacopo della Pila, un affresco del XV secolo della Madonna con Bambino (chiamato Madonna del Melograno), la pietra tombale della famiglia Deodato del 1540, un bassorilievo in marmo dell'Annunciazione del XVII secolo, il dipinto di san Macario del XVIII secolo, un bassorilievo della cosiddetta Madonna della Sapienza del XVIII secolo, e il dipinto chiamato San Biagio in gloria del XVIII secolo.
Di pregevole fattura è anche l'organo del XVII secolo, sito nella parte alta della navata di destra.
Il sacello che contiene l'urna con le reliquie di San Biagio fu costruito nel XVII secolo, e dichiarato regia cappella dal re Filippo IV d’Asburgo nel 1623. Il sacello fu poi abbellito il 1878 dal monsignor Buraglia, che commissionò allo scultore Domenico Oglia da Napoli un medaglione in marmo raffigurante il santo.
All'interno del sacello si trova il busto argenteo di San Biagio, scolpito nel 1979 da Romano Vio sul modello dell'originale simulacro del 1706 scolpito a Napoli da Domenico De Blasio e trafugato da vili ignoti il 28 ottobre 1976.

### Borgo

#### Chiesa di Santa Maria Maggiore
È la chiesa parrocchiale del  borgo di Maratea, perciò viene chiamata semplicemente  chiesa madre. Nel mese di agosto vi viene celebrata la festività dell'Assunta.

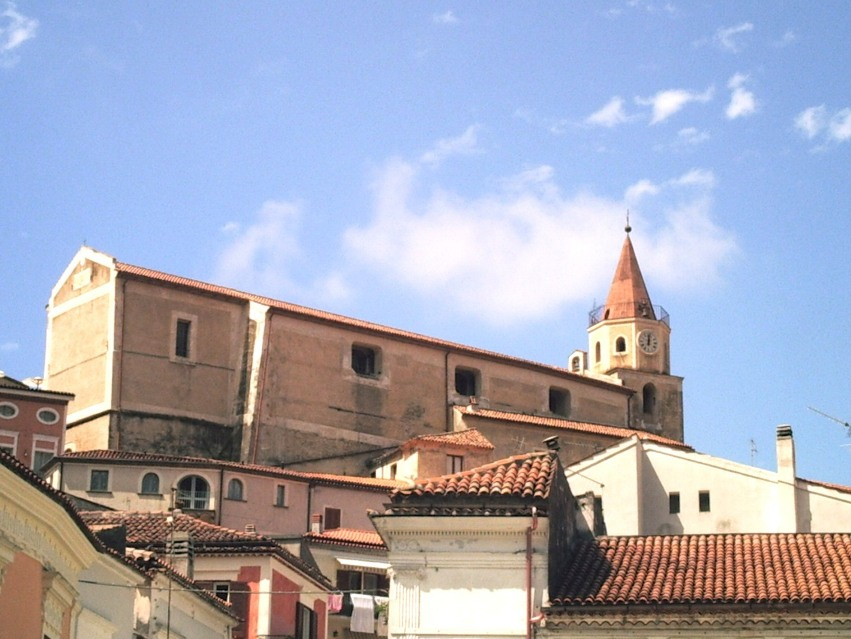
Il corpo e il campanile della chiesa di Santa Maria Maggiore visti da piazza Buraglia. È chiaramente visibile, a sinistra del corpo, la struttura dell'antica torre incorporata.

##### Storia
Il nucleo originario nacque nel XII-XIV secolo, riprendendo l'intitolazione della chiesa di Santa Maria al  Castello. Nel 1434 si separò dalla parrocchia della Basilica di San Biagio, e da allora costituisce la principale parrocchia di Maratea. Nel 1505 furono eseguiti i lavori di ampliamento che hanno portato la chiesa, a gradi linee, alle attuali dimensioni. Risale forse a questo periodo anche il grande campanile, a base rettangolare con sopraelevazione ottagonale, di chiaro stile romanico. Durante il XVIII secolo fu incorporata al coro della chiesa una torre, che oggi costituisce il presbiterio. La chiesa subì notevoli danni nel terremoto del 1857.

##### Arte
Sopra l'entrata della chiesa si trovano due angeli oranti, scolpiti nel XVI secolo.
All'interno, a navata unica (decorato da stucchi, archi, lesene, con volute e motivi floreali di tipo barocco), si trovano numerose opere: sulla parte sinistra vi sono una statua lignea della Madonna con Bambino del XVIII secolo, un altare in marmo bianco e marmi policromi, un altare in marmo nero e marmi policromi del XVII secolo e un altro altare del XVII secolo, adornato da decorazioni della Vergine e dei Santi.
Sulla parete destra si trovano un olio su tavola raffigurante l'Immacolata del 1690, un'altra tavola simile rappresentante la Trinità, dipinta da Francesco d'Oliva nel 1760, il dipinto su tela raffigurante l'Adorazione dei pastori e Santi del XVIII secolo, la scultura raffigurante l'Ecce Homo in legno dipinto del XVII secolo e la scultura in legno di San Michele Arcangelo del 1890. Sempre sulla parete destra, adagiate in un altare, si trovano le sacre reliquie di San Donato Martire, donate da una famiglia di Maratea nel 1827. Dietro l'altare maggiore, del XVII secolo, lavorato in marmi policromi si trova un coro ligneo del XV secolo, rifinito da Marco de Sanctis nel 1721. Sopra il presbiterio è collocata l'artistica statua della Madonna degli Angeli del XVII secolo. È infine degno di nota l'organo del 1866.

#### Chiesa dell'Annunziata

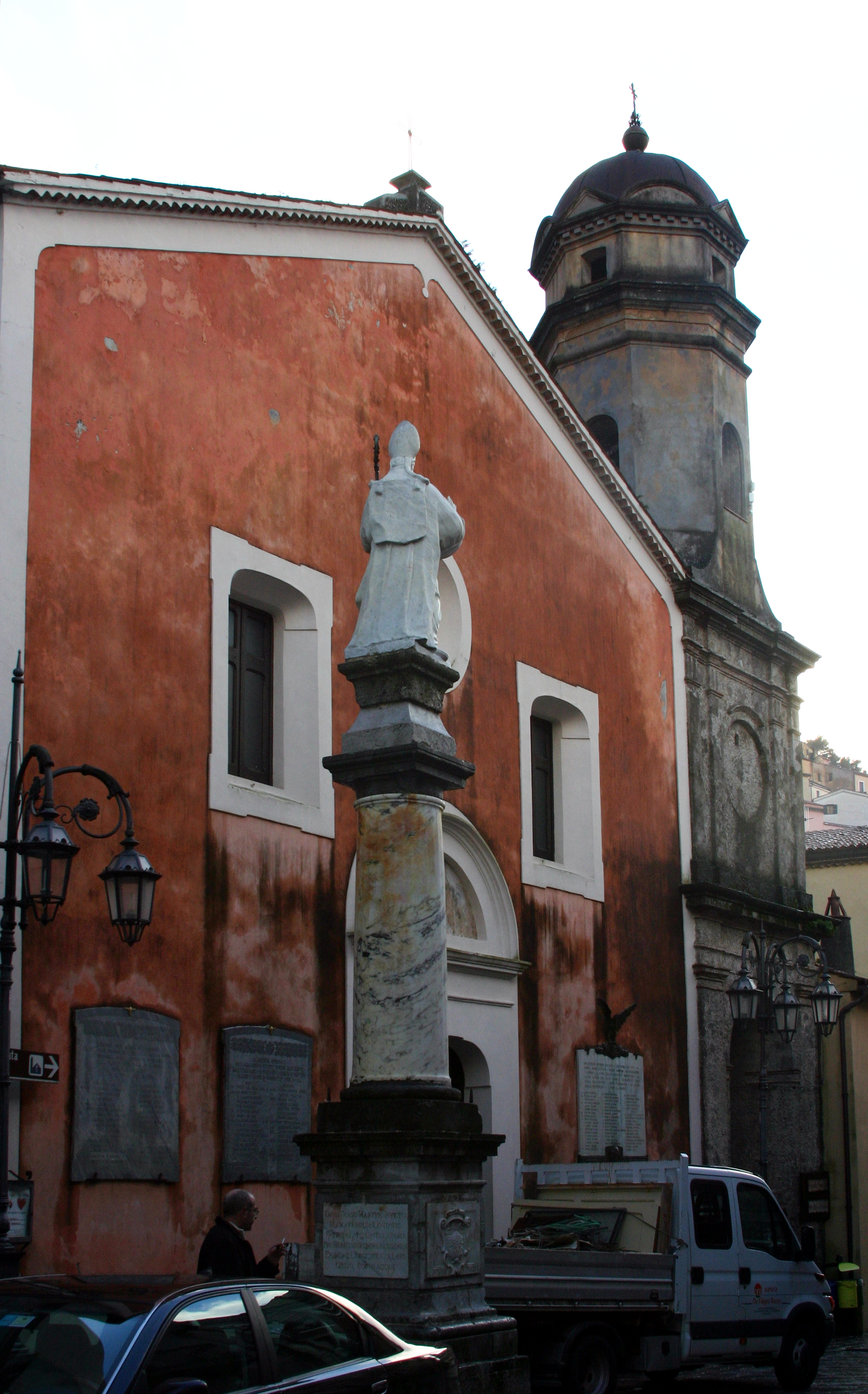
La chiesa dell'Annunziata, con di fronte la colonna votiva di San Biagio.

La chiesa fu realizzata come ampliamento di una cappella del XVI secolo, e le dimensioni attuali furono raggiunte nel 1748. I frequenti lavori delle epoche successive hanno cancellato l'aspetto originale, per far posto all'attuale disegno barocco, consoffitto a botte con crociere a triplice diramazione.
All'interno si trovano l'altare maggiore in marmi policromi, un dipinto del martirio di San Lorenzo del XVIII secolo e un altro di Santa Lucia del 1775. Sopra l'altare è stata recentemente collocata una finissima Annunciazione del XVI secolo, attribuita a Simone da Firenze. Di grande importanza storica è il busto in legno (dipinto d'argento) di San Biagio, che fu usato per il giuramento di armistizio da Alessandro Mandarini e Jean Maximilien Lamarque nel 1806.
Il portale della chiesa, barocco, è delineato tra due antichissimi leoni in pietra, ed è sormontato da un affresco dell'Annunciazione del XVII secolo.
Poco più in là del portale si trova l'obelisco in pietra di San Biagio, eretto a spesa di tutta la cittadinanza nel 1758.

#### Chiesa dell'Addolorata

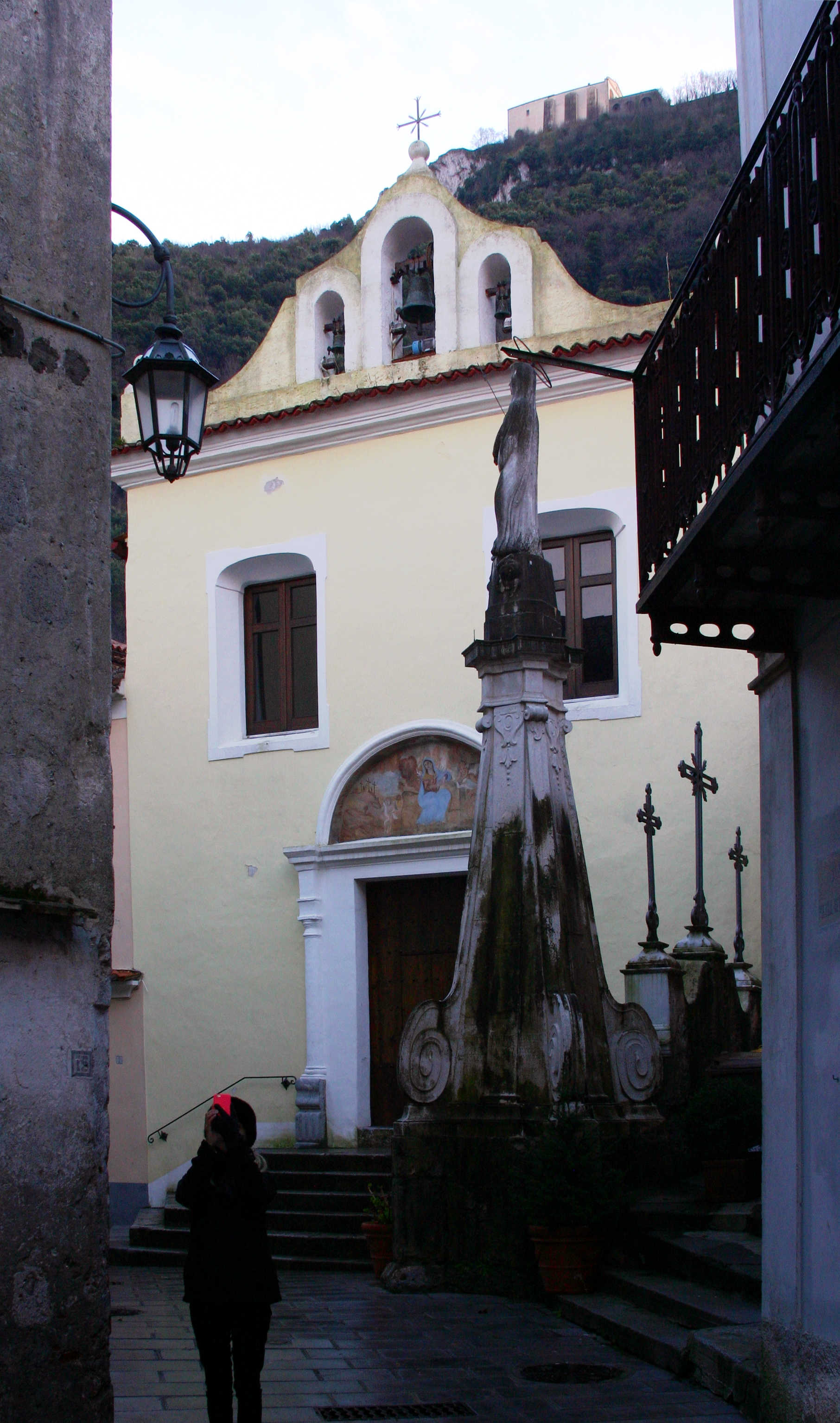
La chiesa dell'Addolorata con l'obelisco.

Fu consacrata nel 1693. La facciata è in stile barocco, sormontata da una lunetta contenente un affresco della Madonna Addolorata del XVII secolo. Nel timpano trovano posto anche tre campane.
All'interno si trovano un altare maggiore in marmo bianco e marmi policromi del XVIII secolo, una croce raggiata al centro del paliotto e un dipinto del martirio di San Biagio del XVIII secolo. Meritevole di attenzione sono anche un Gesù deposto del 1846 in legno e lo sportello del tabernacolo, in argento, del 1786.
All'esterno della chiesa si trova l’obelisco dell'Addolorata, monumento fatto erigere per devozione del cittadino Gerardo Laurelli nel 1788.

#### Chiesa dell'Immacolata

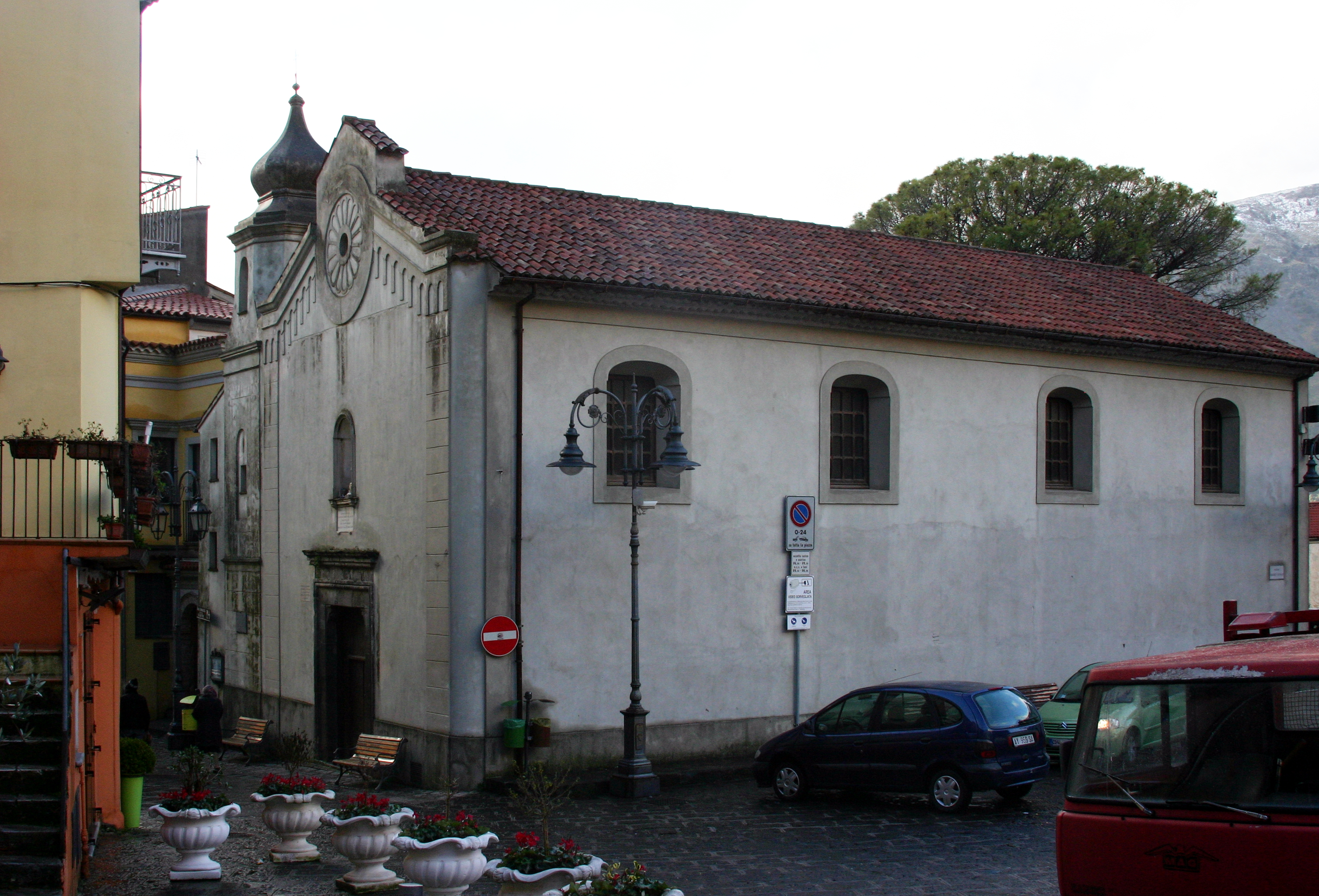
La chiesa dell'Immacolata. Nella cripta ospita l'antica chiesa di San Pietro.

Edificata nel XVIII secolo sulla chiesa di San Pietro, la chiesa ha una navata, sormontata da un soffitto a piccole crociere riquadrate, al cui centro si trova un affresco dell'Immacolata del 1923.
All'interno della chiesa si trovano una statua di Santa Rita, una di San Luigi Gonzaga e una, del XVIII secolo, della Madonna Immacolata, affiancata da due dipinti, del XVIII secolo, raffiguranti San Biagio e San Pietro. Al centro della facciata esterna si trovano un rosone a stucco e una statuetta della Vergine Immacolata del 1904.

#### Chiesa di San Pietro
Edificata nel XIV secolo, si credeva persa fino a quando non è stata ritrovata sotto la chiesa dell'Immacolata durante dei lavori di restauro. Vi si trova un interessante affresco dell'Ascensione del XIV-XV secolo.

#### Chiesa di Sant'Antonio Abate

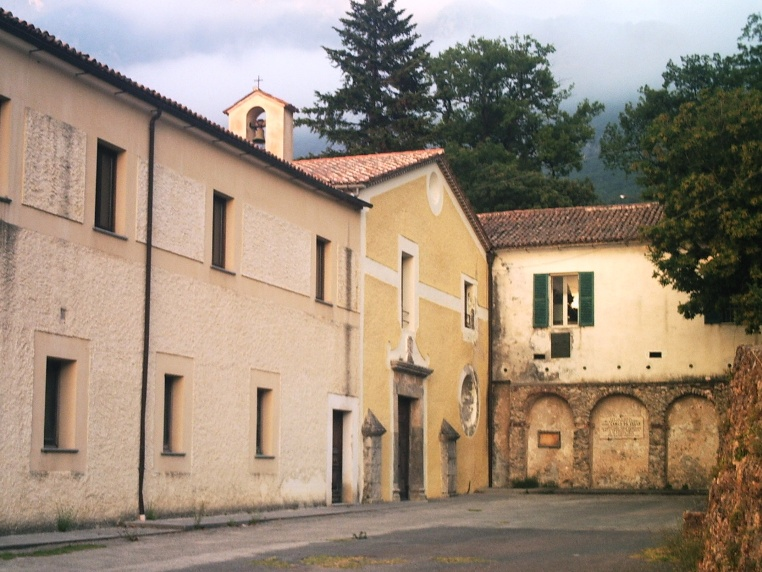
La chiesa e il convento di Sant'Antonio.

Viene chiamata anche chiesa dei Cappuccini, in quanto fa parte di un antico convento dei Cappuccini (abbandonato nel 1866). Fu edificata nel 1615, la chiesa ha tutte le caratteristiche di sobrietà dell'ordine: non ci sono tracce dei virtuosismi artistici del barocco, il soffitto è realizzato a botte con crociere riquadrate e le navate sono separate da archi a tutto sesto.
Ai lati delle navate sono disposti altari e nicchie vetrate contenenti statue, tra cui quella in legno di San Rocco del XIX secolo. L'altare maggiore, rivestito in marmo nero levigato, è sovrastato da una tavola in olio del XVII secolo, raffigurante la Madonna in Gloria, tra Sant'Antonio Abate e Sant'Antonio da Padova, ai due lati del dipinto principale ce sono altri, raffiguranti Santa Rosa e Santa Chiara (dipinti su tavola), San Francesco, San Domenico, l'Eterno Padre, Sant'Agostino e San Michele Arcangelo (dipinti su tela). I dipinti secondari sono separati da lesene aggettanti, riccamente lavorate in legno.

#### Cappelle ai Cappuccini

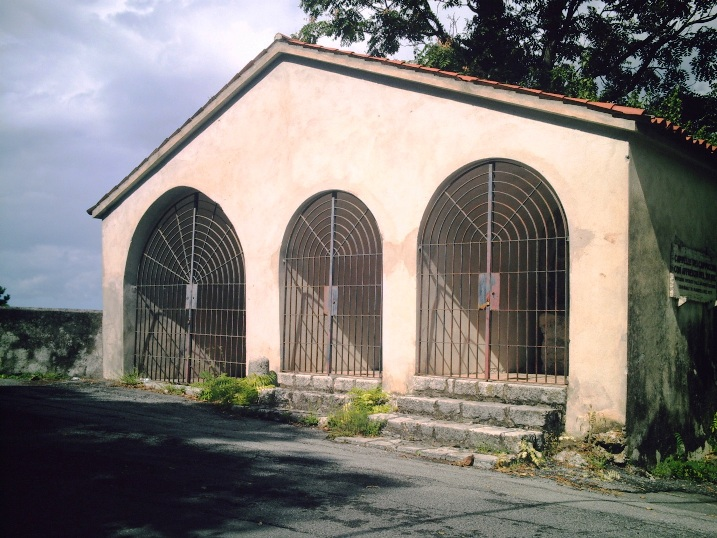
Le cappelle dei Cappuccini.

A poca distanza dalla chiesa di Sant'Antonio, si trovano, una contigua all'altra, le tre cappelle dette ai Cappuccini. Anticamente erano indicate col nome di Madonna di Loreto o anche San Rocco.

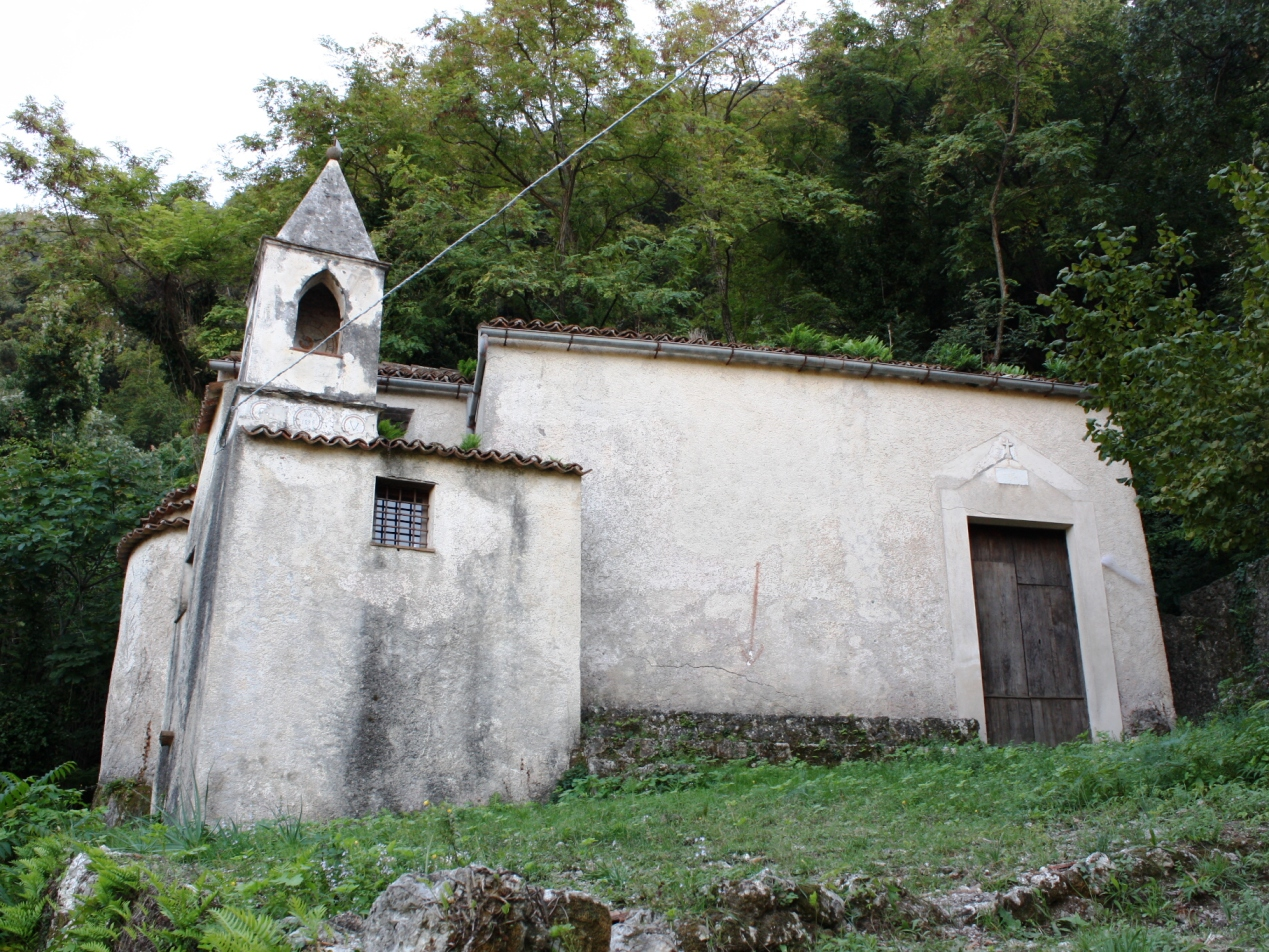
La chiesa di S. Vito, al limitare del bosco de I Carpini.

Vengono considerate come un unico luogo di culto. Risalgono al XIV secolo e contengono, nella cappella di sinistra, un affresco della Madonna tra San Biagio e San Rocco (o San Vito) e uno di un paggio orante; nella cappella di destra, un affresco raffigurante la Madonna tra San Biagio e Santa Elisabetta d'Ungheria. Del dipinto della cappella centrale è sopravvissuto solo qualche frammento e non è decifrabile.

#### Chiesa di San Vito
Costruita nel X-XI secolo, è la chiesa più antica del Borgo. Fu restaurata nel 1883.
Ha una sola navata, in cui si trovano degli antichi sedili lavorati in pietra. All'interno si trovano un altare maggiore e un presbitero del XVI secolo, un affresco di San Rocco, uno di San Biagio e un altro di San Vito anch'essi del XVI secolo. Nel catino absidale si trova invece un affresco della Madonna in trono con Bambino del XIV secolo.

#### Chiesa della Madonna del Rosario

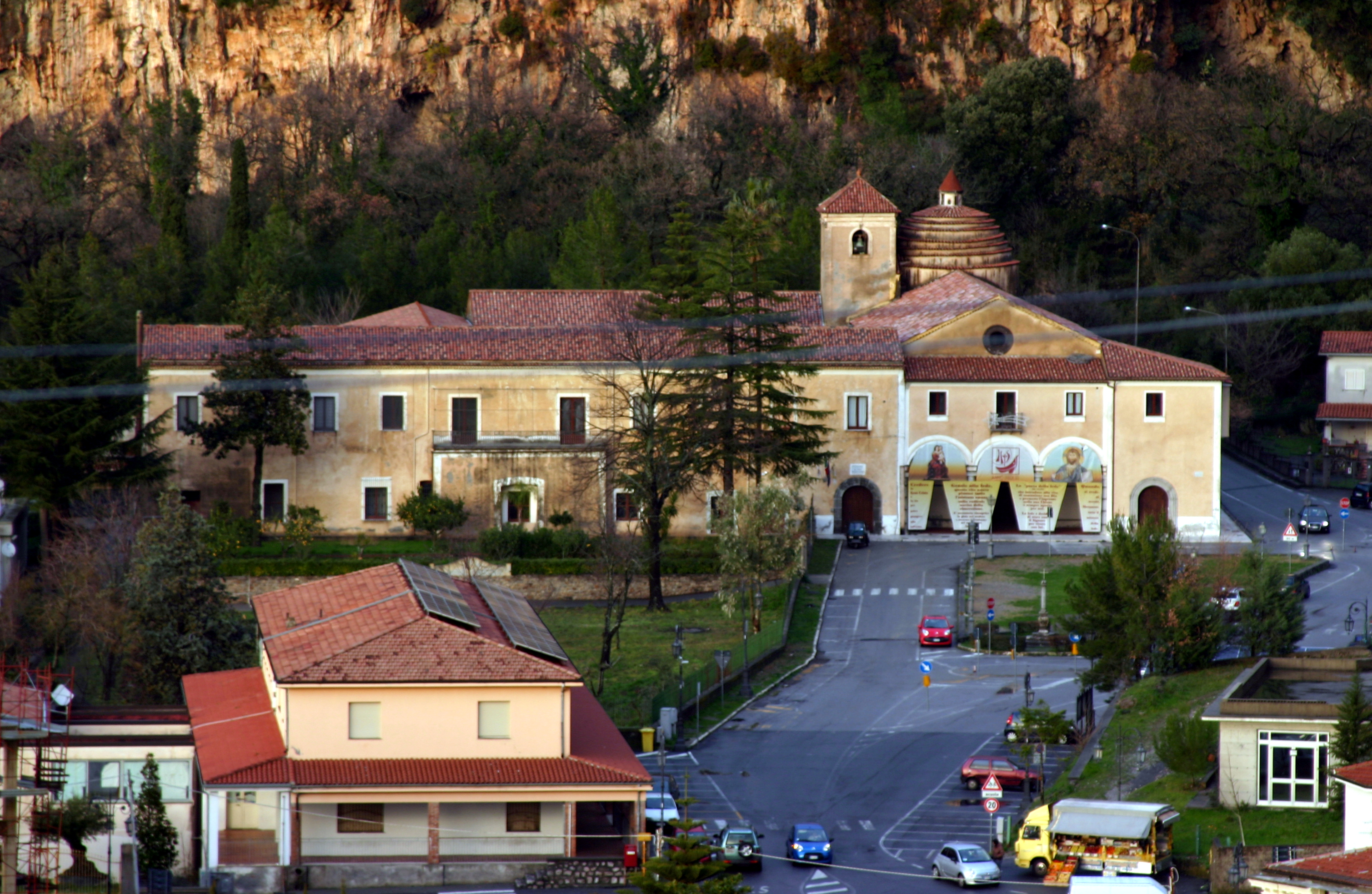
La chiesa del Rosario.

Fu costruita nel 1575 con il contributo di tutti i cittadini di Maratea, come ricorda una lapide all'interno. Ubicata nel Largo Monastero, la chiesa ha un'unica grande navata, finemente lavorata in stile tardo barocco. Le pareti sono state finemente lavorate in bassorilievo (si possono contare ben 100 visi di angeli e altre finezze artistiche) nel XVIII secolo.
Nella navata destra della chiesa sono presenti un quadro di San Francesco del 1670 di Joseph Trombadore e un olio su tavola della Madonna dei Misteri del Rosario del XVII secolo. Sulla navata sinistra invece troviamo una rappresentazione della Madonna Addolorata del 1730, una Madonna del Soccorso con Santi del XVI secolo e una statua della Madonna del Carmine del 1695.
Sul soffitto si trova un affresco di Santa Caterina di Bologna del 1715, a opera di Gaetano Cusati e di Casadoglio.
Sul paliotto dell'altare è raffigurata una Pietà, l'altare stesso è rivestito di marmo nero decorato con marmi policromi. Il coro in legno retrostante è del XVII secolo.
Sopra il presbitero, la cupola è affrescata con immagini degli evangelisti, opera di Angelo Galtieri del 1721.
Nella parte posteriore della chiesa si trovano un organo finemente dipinto del XVII secolo e le pietre tombali, del XVI secolo, di alcune nobili famiglie di Maratea.

#### Cappella di San Francesco de' Poverelli

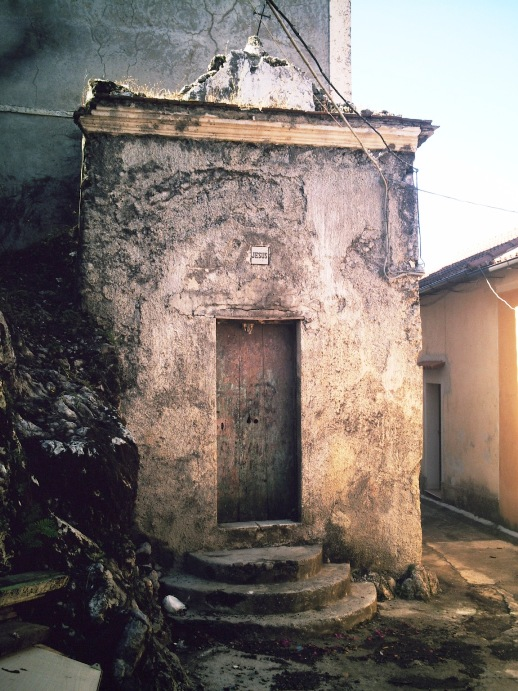
La cappella di San Francesco de' Poverelli prima del restauro.

Piccola cappella, sita nella via omonima nel rione Prazza Inferiore. Sopra l'antichissimo altare decorato si trova un affresco del XVI-XVII secolo raffigurante la Madonna della Mercede tra San Biagio e San Francesco.
Andata quasi diruta, i lavori di restauro sono iniziati il 30 novembre 2010 e si sono conclusi nell'ottobre 2013, con la riapertura al culto della cappella.

#### Chiesa del Calvario
La piccola chiesa, a una navata, risalente al XV secolo, si trova ai piedi del Borgo, vicino alla piazza Europa. All'interno un affresco del 1495, opera di Giovanni Palombo da Chiaromonte, in cui cornice sono raffigurati San Giovanni Battista, la Madonna col Bambino e San Cataldo. All'estero della chiesetta si nota un affresco del 1548, raffigurante la Madonna con Bambino in mezzo ai Santi Vescovi.

#### Cappella di Santa Maria delle Grazie
Piccola cappella sita nella via omonima. Sopra l'entrata si trova il verso latino Mater Divinae Gratiae Ora Pronobis inciso su una lastra di marmo. All'interno si trova un altare in marmo.

#### Chiesa di Sant'Anna

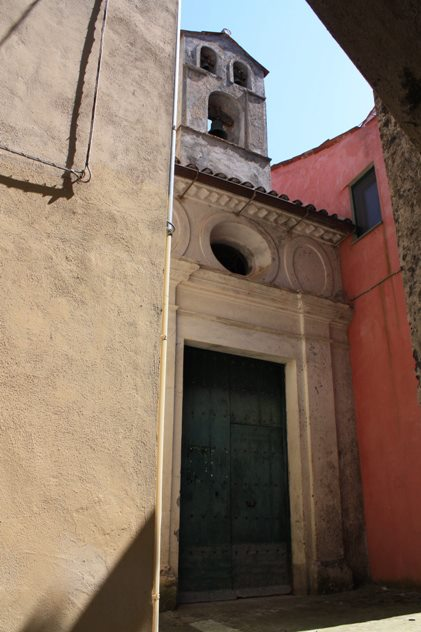
La chiesa di Sant'Anna nel rione Casaletto.

Piccola chiesa sita nel rione Casaletto, risale al XIV secolo. Era in origine una piccola cappella, fu restaurata con le offerte di tutti i cittadini quando andò in rovina. Sulla facciata si trova un rosone in ferro battuto, ed è sormontata da una piccola guglia in cui sono poste tre campane in altrettante nicchie. All'interno si trovano una scultura di San Gioacchino e la Madonna e una di Sant'Anna e la Madonna, ambedue del XIX secolo e in legno, un olio su tela raffigurante la Trinità e gli Evangelisti, opera di Giuseppe Cicibaro del 1846 e dipinto simile della Sacra Famiglia, opera di L. Fiumarelli nel 1862.

#### Edicola della Cona

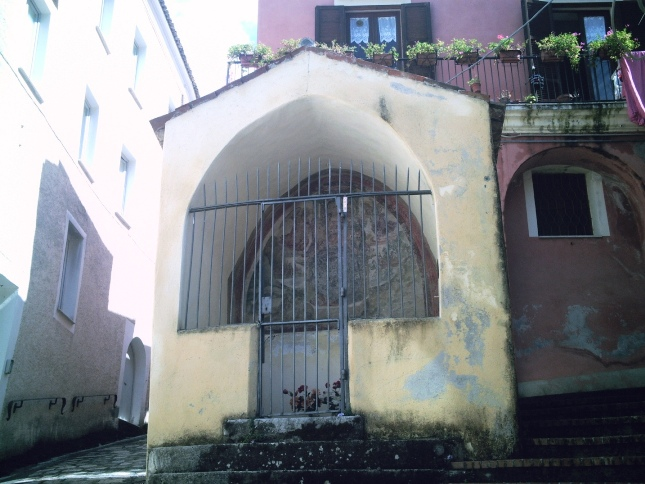
Edicola della Cona in via Pendinata.

La piccola costruzione si trova in via Pendinata e contiene un affresco di Luca da Eboli raffigurante la Madonna in trono con Bambino, circondata da due angeli in adorazione, del XVI secolo.

#### Cappella della Madonna di Lourdes
Costruita negli anni '30 del XX secolo e sita presso il parcheggio San Pio, la piccola cappella è costituita da un'ampia cupola in cemento retta da quattro colonne, anch'esse in cemento. Sopra la facciata principale si trova un Ave Maria scritto a tonde lettere bianche, circondato da sei angioletti scolpiti in marmo. All'interno si trova una piccola ricostruzione della grotta di Lourdes in cui troneggiano la statuina della Madonna, nella classica iconografia, e una di Bernadette.

#### Cappella della Madonna della Grazia
Grande cappella sita nel bosco dei Carpini, a poca distanza dal complesso dei Cappuccini. La costruzione risale al XVIII secolo, ed è attualmente in fase di restauro.

### Valledi Maratea

#### Chiesa di San Francesco

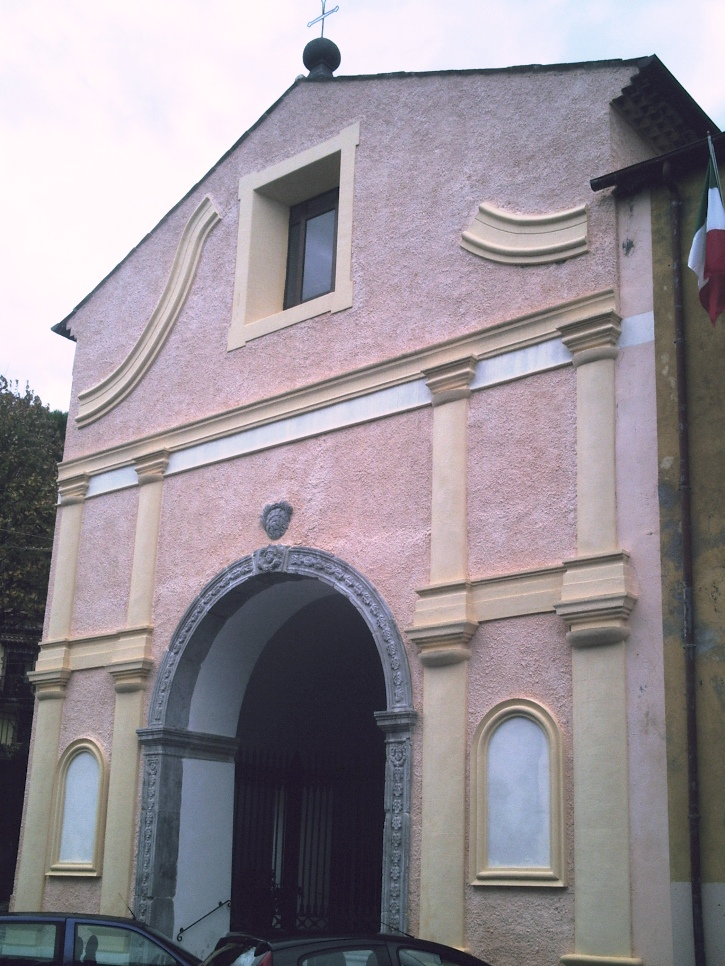
Facciata della chiesa

Si trova nel rione omonimo, ai piedi del Borgo. Fu costruita nei primi anni del XVII secolo, è una chiesa a una navata e ha subito sostanziosi rifacimenti, in stile barocco, verso la fine del secolo stesso. Nel piccolo esterno si trovano un portale in pietra con decorazioni in bassorilievi di cherubini e festoni, e un affresco di San Francesco al centro della volta a botte.
All'interno tutte le opere sono del tardo XVIII secolo: nel dipinto della Pietà, sull'altare maggiore, sono rappresentati anche, oltre alla Madonna e il Cristo nella tradizionale iconografia della scena, le figure di San Biagio, San Filippo Neri e San Francesco. Di ottima fattura è anche la statua di San Biagio in legno a tutto tondo, le cui vesti sono colorate in oro. La chiesa fa parte dell'antico convento dei Paolotti, oggi sede dell'Istituto Alberghiero.

#### Cappella di Santa Lucia

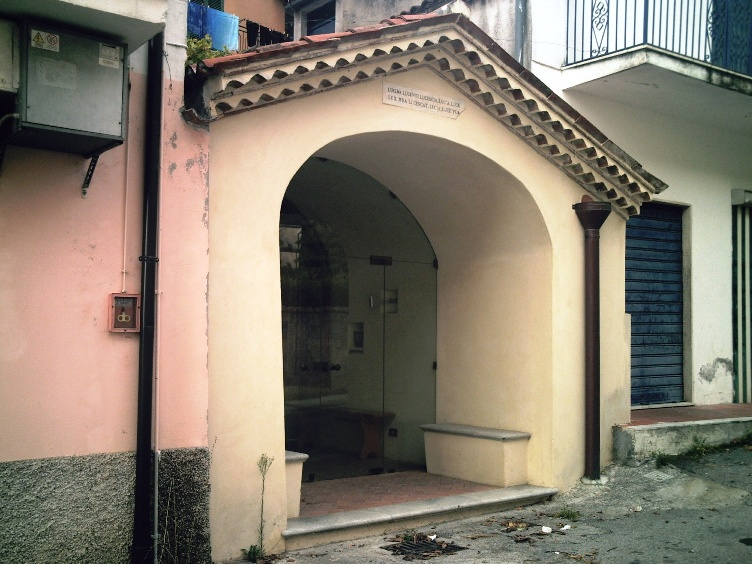
Cappella di Santa Lucia allOndavo.

Si trova nel rione Ondavo, contiene un affresco della Madonna col Bambino tra Santa Lucia e San Biagio del XVI secolo. Sul marmo della facciata è inciso il distico latino Lucida Lucenti Luciscis, Lucia, Luce Lux Mea Lucescat, Lucia, Luce Tua.

#### Cappella di Santa Barbara
Piccola cappella sita nel rione Campo, risalente al XVIII secolo. Anticamente era intitolata a Santa Maria della Potenza. Una fiancata è sormontata da un piccolo campanile. All'interno, di probabile rifinitura ottocentesca, si trovano un altare in marmo bianco, una statua di Santa Barbara, affiancata a destra da un dipinto della Madonna con Bambino (sui cui lati si legge il verso Virgo Potens) e a sinistra da un dipinto di Cristo deposto.

#### Cappella di San Filippo
Piccola cappella privata nel rione Trecchinari. Di difficile datazione, sarà prossimamente soggetto di restauro.

### Acquafredda

#### Chiesa di Maria Santissima Immacolata

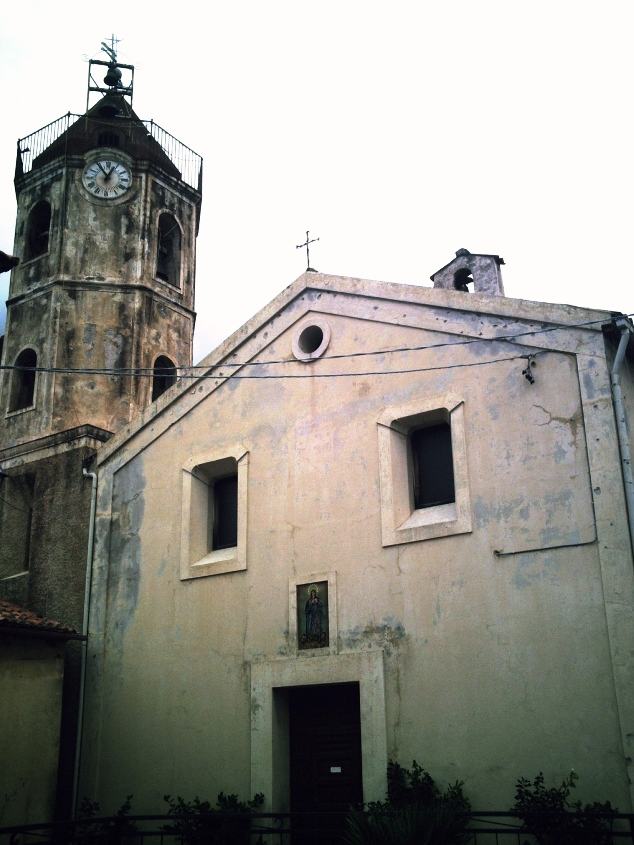
La chiesa di Acquafredda.

È la chiesa patronale di Acquafredda. Fu costruita nel 1833 come ampliamento di una cappella del XVIII secolo. Ha un'unica navata, in stile romano. si segnalano all'interno degli affreschi dei quattro Evangelisti, opere del XIX secolo, una statua della Madonna Addolorata del XVIII secolo, un dipinto di San Biagio, una statuina di Sant'Anna e la Vergine del XIX secolo e una statua della Madonna del Carmine del 1897. Il grande altare maggiore, del XVIII-XIX secolo, in marmo bianco misto a marmi policromi, contiene uno sportello del tabernacolo in oro. Sopra l’altare, in una nicchia decorata, si trova una statua della Madonna Immacolata del XVIII secolo.

### Cersuta

#### Chiesa della Madonna Addolorata

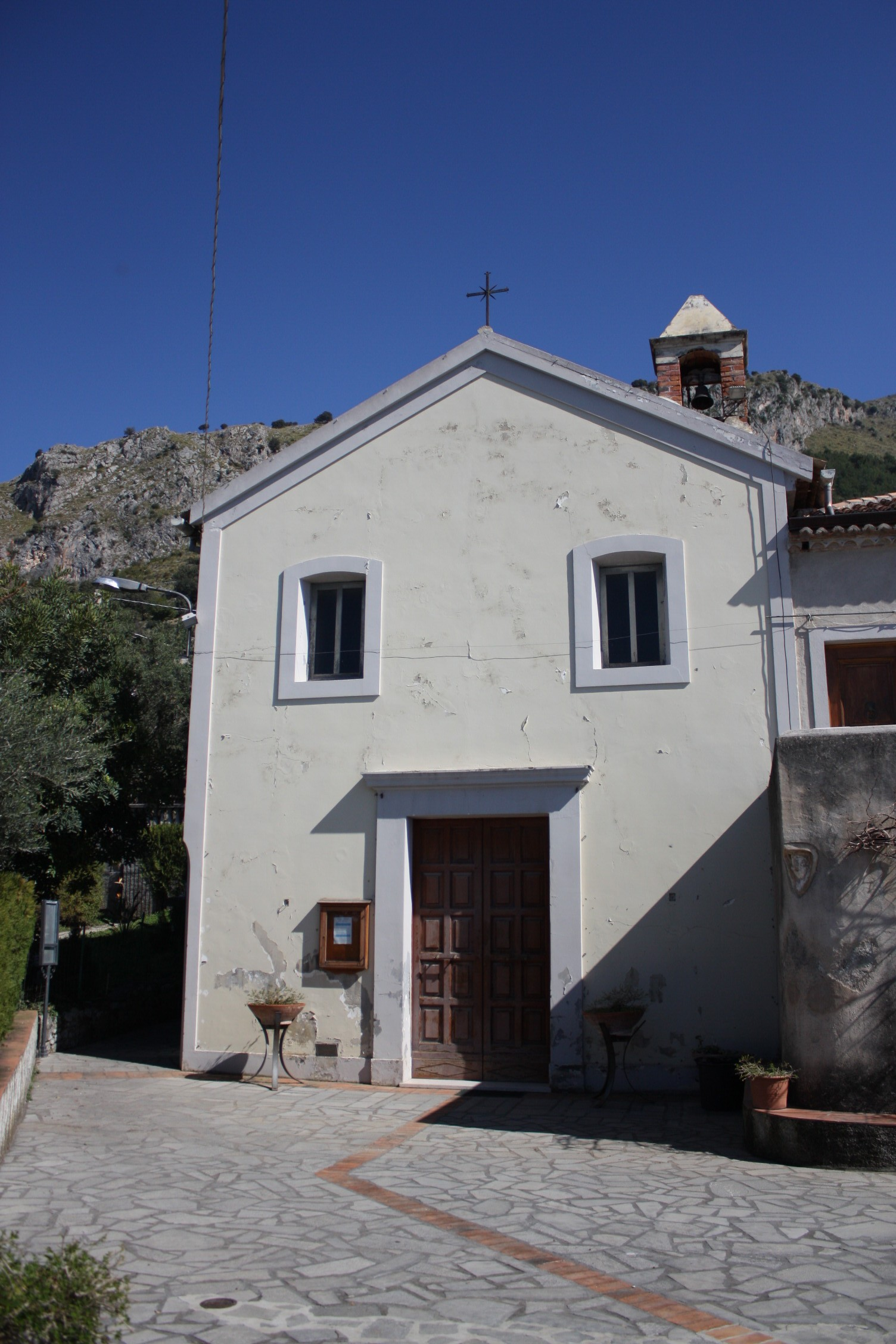
La chiesa di Cersuta.

La chiesa, patronale di Cersuta, risale al XVIII secolo. La chiesa attualmente conserva l'aspetto settecentesco, a navata unica con copertura a tetto. Le pareti sono ritmate da arcate che fungono da piccole cappelle laterali.
Sulla parete sinistra si trovano una statua di San Francesco da Paola, un affresco di San Biagio del 1862 e una statua del Sacro Cuore di Gesù. Sulla parete destra si trova una statua della Madonna Addolorata del 1899. Sul presbitero si trova un altare maggiore in marmo bianco, datato di un artistico sportello del tabernacolo. Sopra l'altare si trova un pregevole affresco di Gesù in Croce, affiancato dall'Addolorata e dalla Maddalena, del XIX secolo.

### Fiumicello-Santavenere

#### Chiesa del Bambin Gesù

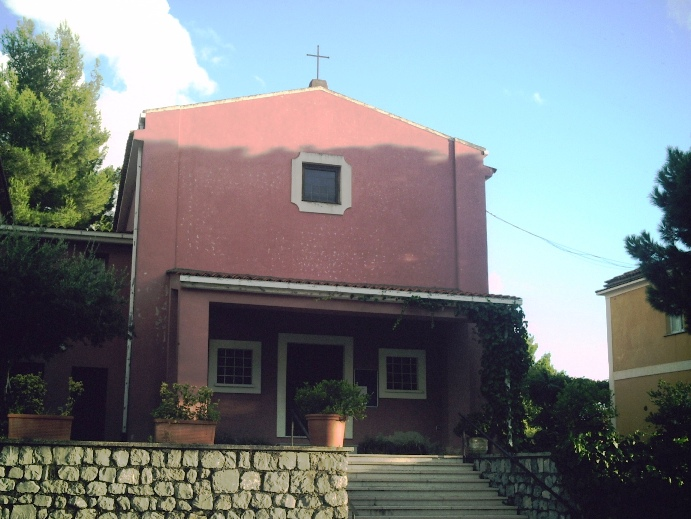
La chiesa di Fiumicello.

È la chiesa principale di Fiumicello. Di piccole dimensioni, fu costruita negli anni '50 del XX secolo per volontà del conte Stefano Rivetti di Val Cervo. All'interno si trovano una statua del Sacro Cuore di Gesù del XVIII secolo e una statua della Madonna Assunta della stessa epoca, nonché una custodia del tabernacolo del XVI secolo.

#### Cappella della Madonna delle Grazie
È l'antica piccola cappella patronale della frazione, e si trova a poca distanza dalla chiesa del Bambin Gesù. Dovrebbe essere stata costruita intorno al 1801, data riportata su una incisione sopra la porta. L'esterno è molto semplice, con la facciata aperta da un ampio rosone. L'interno è dominato dall'altare in marmo bianco del XIX secolo.

#### Cappella di San Giuseppe
È una piccola cappella privata, sita tra le case sopra la spiaggia. La costruzione, molto semplice, presenta una piccola nicchia sopra la facciata, che contiene una campana. L'interno è dominato dal grande altare, di datazione incerta, dove si trovano un dipinto e una statua di San Giuseppe con il Bambin Gesù. La cappella dispone anche di un piccolo e antico confessionale.

### Porto

#### Chiesa della Madonna del Porto Salvo

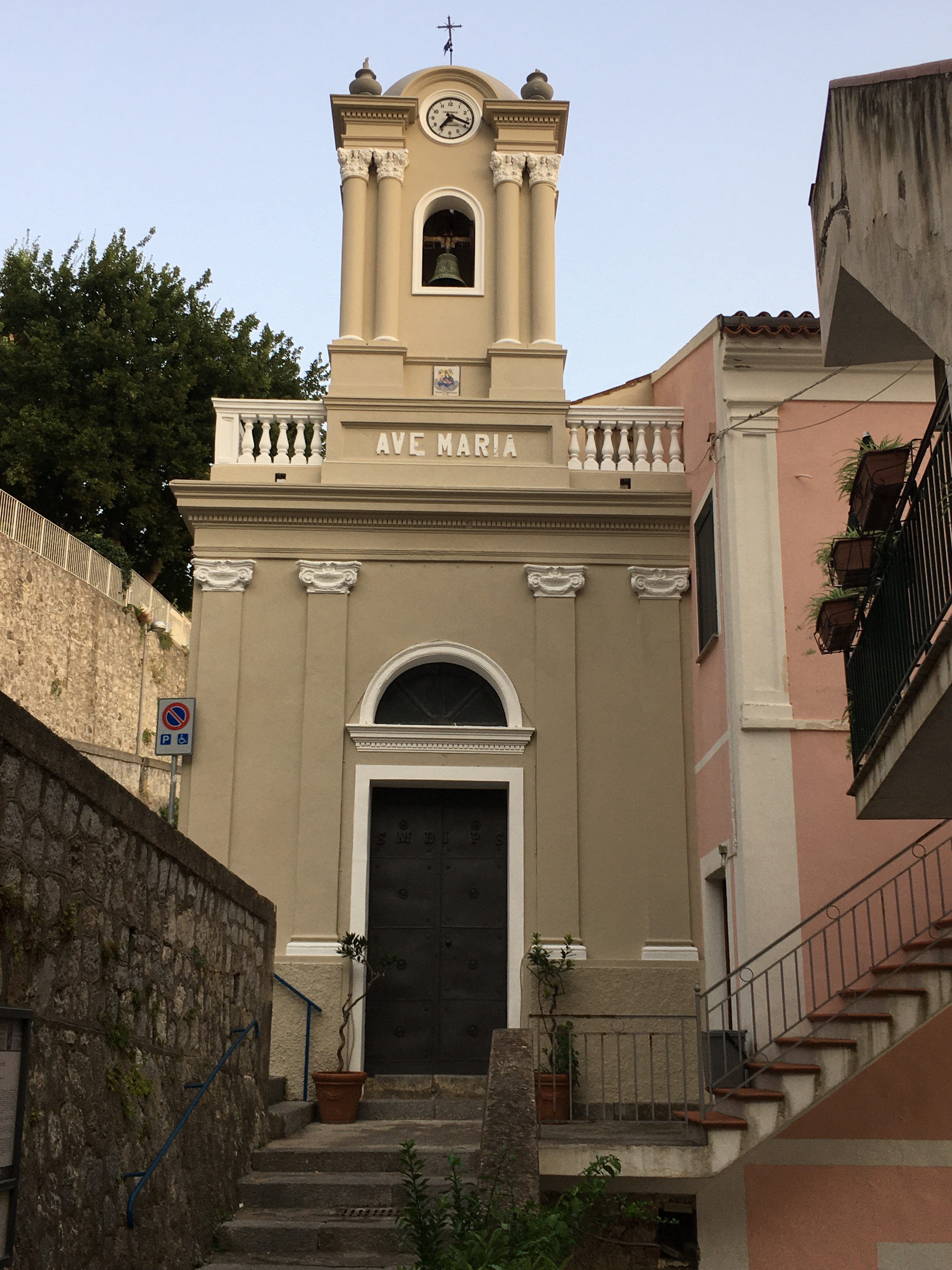
La chiesa di Santa Maria del Porto Salvo al Porto.

È la chiesa patronale del Porto. Il nucleo originale risale al XVIII secolo, ma è stata ristrutturata e ampliata tra il 1922 e il 1925. La facciata della chiesa è sovrastata da un elegante campanile con orologio, sulla cui base si legge il verso Ave Maria, costruito con il contributo dei cittadini del Porto nel 1954.
Nell'unica navata interna si trovano una statua di Sant’Andrea, una statua di San Biagio, una statua del Sacro Cuore di Gesù e una statua di San Giuseppe con Bambino. Al centro della volta della navata si trova un dipinto raffigurante la Madonna Immacolata del XIX secolo. Sopra l'altare maggiore si trova la statua in legno della Madonna del Porto Salvo del XIX secolo.

#### Cappella della Madonna del Carmine (o di Loreto)
È una cappella privata, dotata di un piccolo campanile.

### Santa Caterina

#### Chiesa di Santa Caterina d'Alessandria

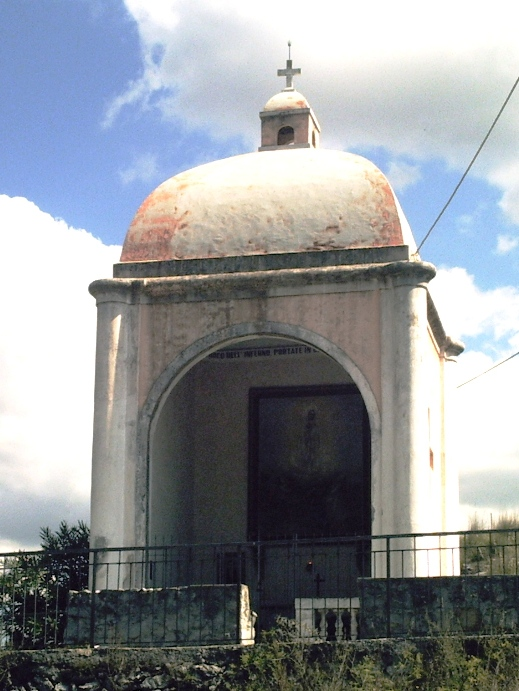
La cappella di Fatima a Santa Caterina.

È la piccola chiesa patronale di Santa Caterina, risale al XIX secolo. L'entrata è preceduta da un portico retto da due colonne e sormontato da una croce. La piccola navata interna ospita, sull'altare maggiore in marmo bianco con sportello del tabernacolo in oro, la statua di Santa Caterina d’Alessandria Martire del 1913.

#### Cappella della Madonna di Fatima
Piccola cappella costruita (come ricorda una lapide all'interno) per l'adempimento di un voto, fatto dalla cittadina Anna Iannini il 24 agosto 1943, per la fine della seconda guerra mondiale. È sormontata da una ampia cupola, al cui centro si eleva una piccola nicchia sormontata da una croce in marmo. All'interno si trova un altare di pietra e marmo, sopra cui si trova un dipinto, opera del 1967 firmata da E. Larocca, che rappresenta l'apparizione della Madonna ai tre pastorelli di Fatima. Ai lati del dipinto ce ne sono altri due che rappresentano due dei pastorelli. Sulla base interna della cupola si legge l'invocazione «Gesù mio perdonate le nostre colpe, preservateci dal fuoco dell'inferno, portate in cielo tutte le anime specialmente le più bisognose della vostra misericordia».

### Massa

#### Chiesa della Madonna del Carmine

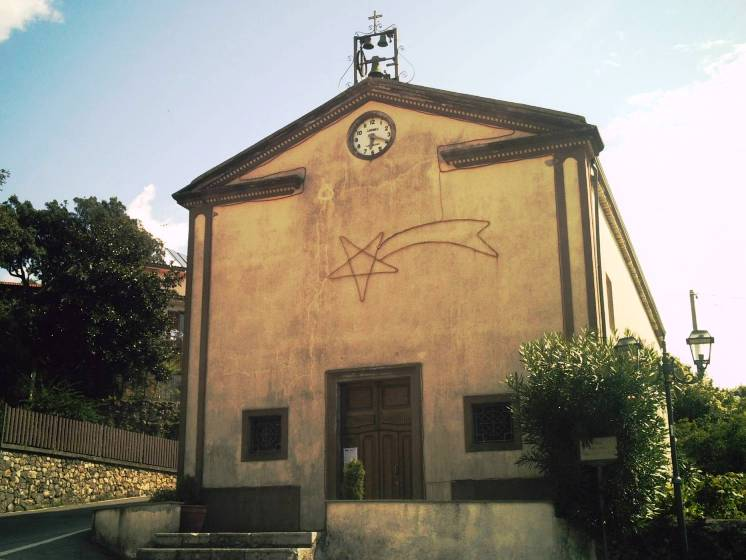
La chiesa di Massa.

È la chiesa patronale di Massa, fu costruita tra il 1927 e il 1931. La facciata, molto semplice, è dominata da un orologio, e sopra di esso si trovano tre piccole campane.
L'interno è ritmato da arcate che fungono da piccole cappelle laterali. Sul primo altare a sinistra si trovano una statuina di Cristo Redentore e un dipinto di Eugenio de Mazenod, sul secondo una statua di San Giovanni Bosco e sul terzo una statua del Sacro Cuore di Gesù. Sugli altari della parete destra si trovano, una statua di San Michele Arcangelo, un dipinto di San Biagio. Sopra l'altare, in marmo bianco, si trova la nicchia che contiene una statua della Madonna del Carmine, affiancata da un altro dipinto di San Biagio e da un dipinto di San Domenico.

#### Cappella della Madonna del Carmine
È l'antica cappella patronale di Massa, e si trova a pochi passi alla chiesa omonima. All'esterno si notano una finestra circolare sopra l'entrata e una piccola nicchia, sul lato sinistro dell'entrata, che funge da piccolo campanile. L'interno, semplicissimo, è dominato dall'altare in marmo bianco, che ospita uno sportello del tabernacolo in oro. Sopra l'altare si trova la nicchia che conteneva la statua del 1932 della Madonna del Carmine, oggi ospitata nella chiesa parrocchiale.

### Brefaro

#### Chiesa della Madonna della Mercede

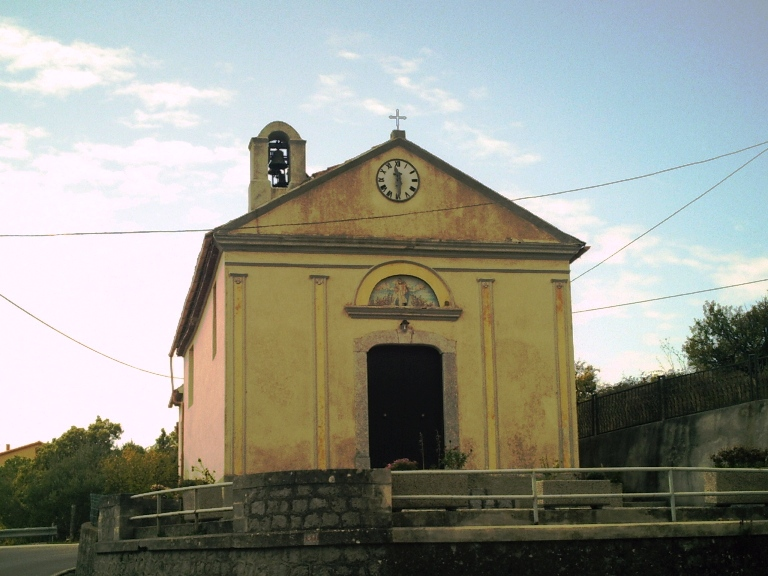
La chiesa di Brefaro.

È la chiesa patronale della frazione Brefaro. Fu fatta costruire, tra il 1855 e il 1921, dal parroco Gennaro Buraglia. Sopra il portone si trova un dipinto su piastrelle della Madonna della Mercede in mezzo a un campo di fiori. La facciata della chiesetta è poi dominata da un orologio, che va a completare un piccolo campanile posto sul tetto, alla sinistra dell'entrata.
Sulle pareti dell'unica piccola navata rettangolare si trovano una statua di Gesù Pastore e una di San Nicola Vescovo. Sopra il bel altare, in marmo bianco misto a marmi policromi, si trovano una statuina di San Giuseppe con Bambino e un busto di San Biagio. Nella nicchia sovrastante l'altare si trova la statua della Madonna della Mercede.

### Marina

#### Chiesa di Santa Teresa d'Avila

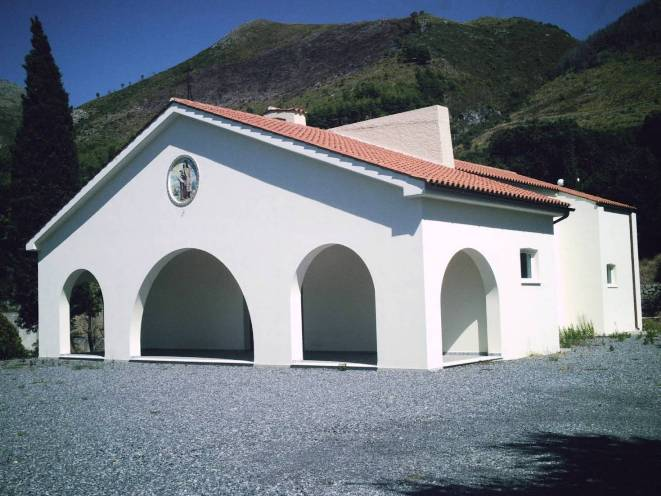
La chiesa di Santa Teresa a Marina.

È la piccola chiesa patronale di Marina. È stata costruita nel 1958 a ripetizione di una chiesa più antica e grande, abbattuta per la costruzione della linea ferroviaria a due binari.
Le pareti interne sono sobriamente dipinte di bianco, ai due lati dell'altare vi sono le statue di santa Teresa d'Avila, del XVIII-XIX secolo, e di santa Teresa del Bambin Gesù, mentre sopra l'altare trovano posto una statua del Sacro Cuore di Gesù e una della Madonna di Lourdes. La facciata è stata recentemente ingrandita con l'aggiunta di un portico con tre archi, sormontati da un affresco di Santa Teresa d'Avila in atteggiamento orante.

#### Cappella di San Michele
È una piccola cappella, sita in una casa privata oggi abbandonata. Risale con molta probabilità al XIX secolo. All'interno si trova un piccolo altare in pietra, affiancato da un'altra piccola nicchia sul lato sinistro. Sopra l'altare si trova la nicchia che conteneva una statua di San Michele Arcangelo, oggi perduta.

#### Cappella di San Giuseppe
È l'ingrandimento di un'antica edicola del XIX secolo, sita presso le grotte di Marina. La facciata esterna è sormontata da una nicchia quadrata, che conteneva una campana. All'interno si trova un altare in marmo bianco, sopra il quale trova posto la piccola nicchia che soleva contenere la statuetta di San Giuseppe. Sul lato sinistro dell'entrata si trova una lapide in marmo, datata 19 marzo 1986, recante le parole «Ho sperimentato che il glorioso Giuseppe estende il suo patrocinio su tutte le necessità», pensiero di Santa Teresa d'Avila.

#### Cappella di San Bartolomeo
È una piccola cappella privata, sita in una casa della località detta San Bartolo. Risale probabilmente al XIX secolo. L'entrata è sormontata da una piccola finestra circolare, mentre nel semplice interno si trova un altare in pietra, soprelevato su una lastra di marmo. Nella parte bassa dell'altare sono scolpite le tre croci del Calvario, nella parte alta trova posto un antico crocifisso in gesso e un piccolo quadro raffigurante il martirio di San Bartolomeo Apostolo.

### Castrocucco

#### Chiesa del Cuore Immacolato di Maria
È la nuova chiesa parrocchiale, posta vicino alla cappella di San Gerardo. È stata costruita solo nel 1992.
La facciata ospita, al centro della volta, un orologio, mentre un piccolo campanile è posto sul lato destro della chiesa.
All'interno si trovano un altare in legno, una statua di San Giuseppe, una della Madonna di Fátima, una del Sacro Cuore di Gesù, una di San Pio, una di San Francesco da Paola e una di Santa Lucia (voluta da tutti gli abitanti di Castrocucco). A sinistra dell'altare si trova il tabernacolo, finemente lavorato in ferro, sopra il quale si trova una copia dell’Ultima Cena di Domenico Ghirlandaio.

#### Cappella di San Gerardo

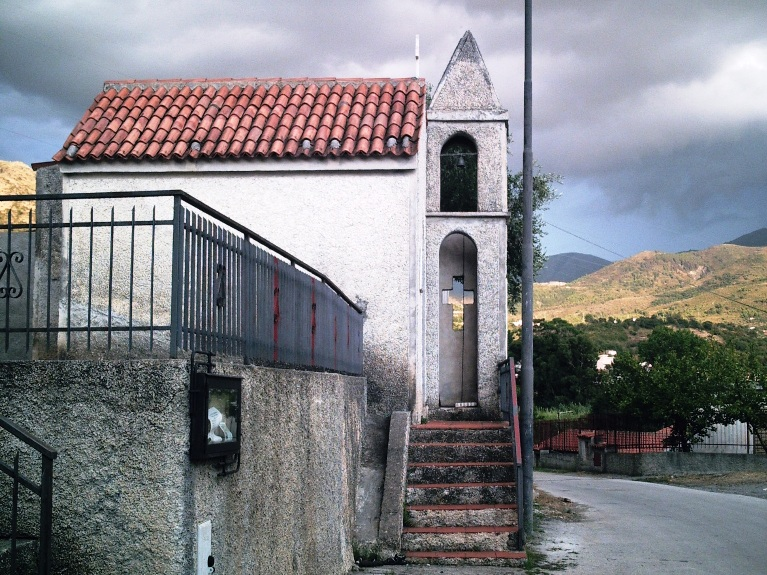
La piccola cappella di San Gerardo a Castrocucco.

È la cappella patronale di Castrocucco. Risale agli inizi del XX secolo. La struttura, molto semplice, presenta un piccolo campanile di pietra a destra della facciata. L'entrata è preceduta da una piccola scalinata, che pone l'intera cappella in alto rispetto alla strada adiacente. All'interno si trovano un altare di legno e una nicchia che contiene una statua di san Gerardo Maiella del 1980, opera che sostituisce una statua danneggiata più antica.

#### Cappella dell'Immacolata
È una cappella privata, costruita nel 1926 per volontà del barone Emanuele Labanchi in onore di sua moglie Immacolata. L'esterno della cappella è vivacemente colorato, sopra l'entrata si trova un timpano che ospita una campana. All'interno, sopra un altare in marmo bianco artisticamente colorato, si trova la nicchia con la statua della Madonna Immacolata.

## Eremi
Sulle montagne di Maratea, spesso lungo gli antichi sentieri che collegavano i vari villaggi sparsi sul territorio, si trovano alcune piccole chiese e cappelle, che come vedette segnavano il cammino e costituivano riparo in caso di pericolo.

### Chiese

#### Chiesa della Madonna della Neve (o degli Ulivi)
Antichissimo eremo, di probabile origine bizantina, si trova su un'altura di 552 m, posta dietro la Basilica di San Biagio al Castello. Al suo interno conserva degli affreschi, raffiguranti la Madonna con Bambino e Santa Caterina d'Alessandria, del XIV-XV secolo.

#### Chiesa della Madonna della Pietà
Posta sopra la costa di  Filocaio, la piccola e bianchissima chiesetta risale probabilmente anch'essa alla vita eremtica orientale.
Il suo interno è stato completamente restaurato nel 1810, secondo il gusto barocco.

### Cappelle

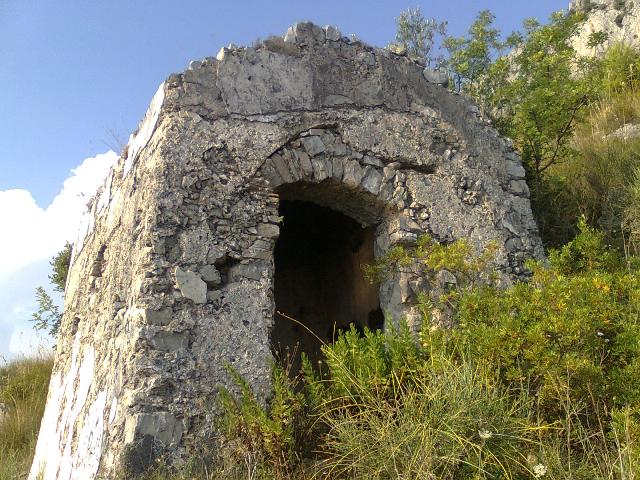
La cappella diruta di San Paolo.

#### Cappella di San Giovanni
Piccola cappella sita nella contrada omonima, lungo un antico sentiero che collegava Maratea con Marina. Purtroppo oggi diruta, risale al XVIII secolo.

#### Cappella di San Paolo
Antichissima cappella, oggi diruta, sita a mezza strada tra San Giovanni e l'eremo della Pietà. Risalirebbe anch'essa alla vita eremitica, e l'interno contiene affreschi di epoca antica e altri più recenti, indizio di una frequentazione assidua conclusasi solo in tempi recenti.

### Grotte

#### Grotta dell'Angelo

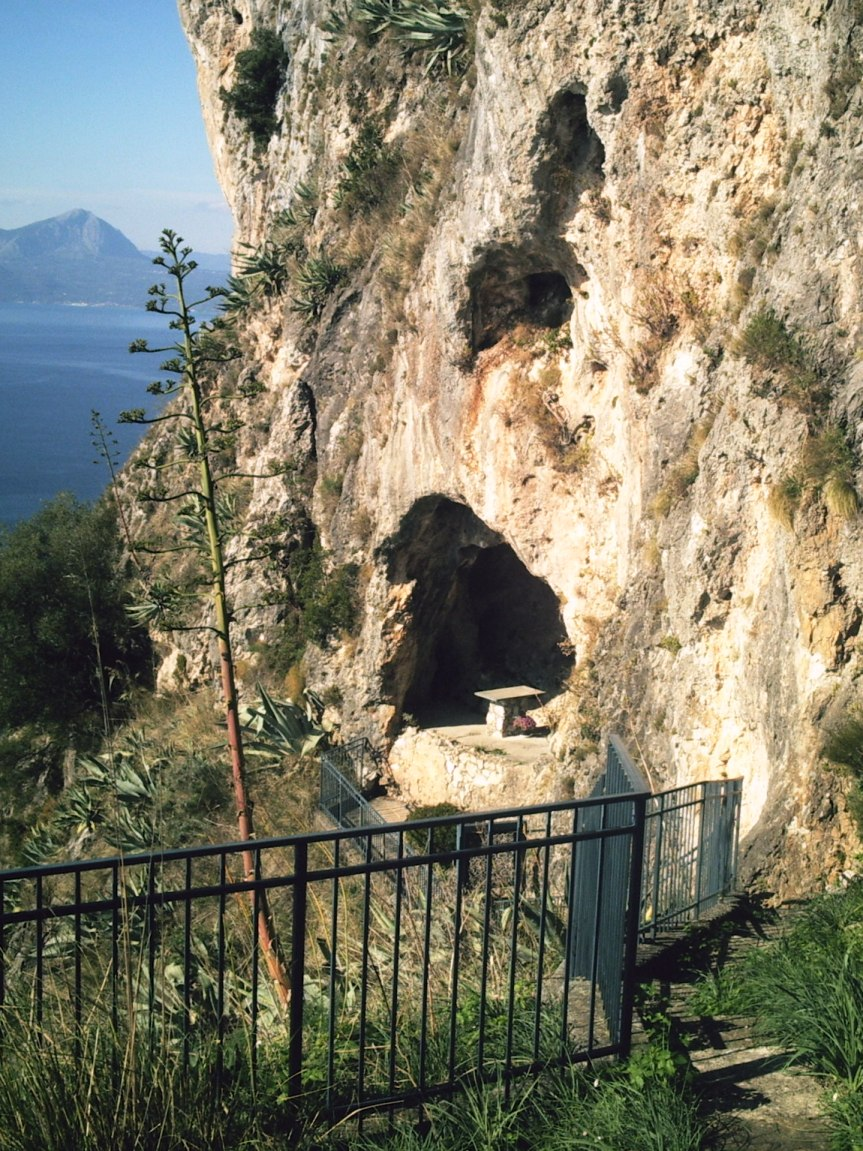
La grotta dell'Angelo.

È una grotta sita sul  monte San Biagio, quasi perpendicolarmente sotto la mano destra della statua del Redentore. C'è chi l'ha considerata la dimora di un eremita, ma secondo la tradizione marateota fu il primo luogo di culto cristiano del territorio.
Sulla parete di fondo si nota un affresco deteriorato, di stile bizantino, risalente al X-XI secolo. Al lato sinistro dell'affresco è raffigurato san Michele Arcangelo, accanto a questo è raffigurata la scena della crocifissione, a destra dell'affresco si nota invece una figura maschile, identificato con San Giovanni. Sopra di esso la figura del Padre che guarda il Figlio. Completano l'affresco altre due figure minori che simboleggiano la Luna e il Sole.

#### Grotta di Zù Ianco
La grotta, forse sito catacombale o dimora di eremiti, situata sulle colline di fronte all'isola di Santo Janni, presenta all'interno due posti letto e delle nicchie porta-oggetti. Sulle pareti rocciose vi sono tracce di affreschi e, tra incise e dipinte, 14 croci.

## Chiese del Riposo e della Resurrezione
Sono le cappelle poste in quattro dei cinque cimiteri di Maratea.

## Fonti e bibliografia
- AA.VV., Maratea Sacra, Roma 1993.
- Cernicchiaro José, Conoscere Maratea, Napoli 1979.
- Cernicchiaro José - Perretti Vincenzo, L'antica "terra" di Maratea nel secolo XVIII, Il Salice Editore 1992.
- Dammiano Domenico, Maratea nella Storia e nella Luce della Fede, Sapri 1965.
- Iannini Carmine, Di San Biase e di Maratea. Discorso Istorico, Maratea 1835.